# Trioza longiantennata
Trioza longiantennata är en insektsart som beskrevs av Mathur 1975. Trioza longiantennata ingår i släktet Trioza och familjen spetsbladloppor.
Artens utbredningsområde är Pakistan. Inga underarter finns listade i Catalogue of Life.